# 마트마타

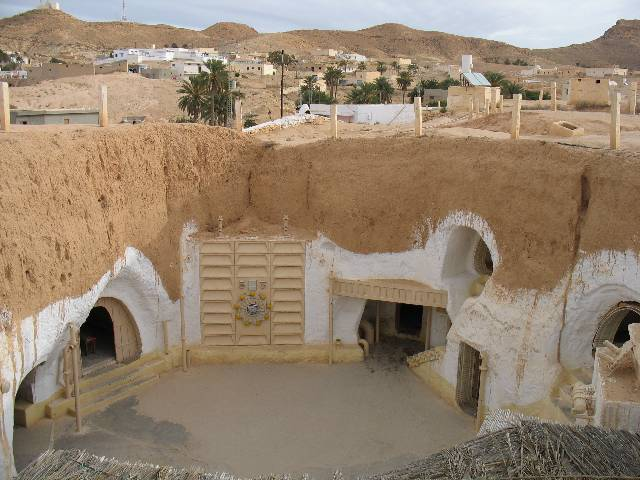
마트마타

마트마타(영어: Matmâta, 아랍어: مطماطة)는 튀니지 가베스 주에 있는 마을이다. 이 마을은 약 1000년간 발견되지 못한 세계에서 가장 큰 지하마을이다.

## 역사

### 마을의 건설에 대한 이야기
이 마을이 생기자마자 포에니 전쟁이 일어났는데, 로마는 이집트의 두 부족을 보내 이 곳을 정비하라고 했다. 강한 무기와 잘 정비된 군사체계를 갖춘 부족에게 많은 사람이 죽어나갔다. 생존자들은 살기 위해 사막으로 도망쳤고 땅 밑에 마을을 건설했다.
또 다른 얘긴, 약 7000년 전 이곳 사람들의 선조들이 이곳에 이주했는데, 뜨거운 태양을 피하기 위해 지하에 건설했고, 복잡한 미로로 지상과 연결했다.

### 스타워즈
이 마을의 발견소식을 들은 영화 감독 조지 루커스는 이곳에서 스타워즈를 촬영했고 영화가 유명해지면서 세계적인 관광지로 발전했다.

## 발견
1967년 이 지역에선 많은 피해를 입은 홍수가 발생했다. 이 마을 대표는 구조요청을 위해 마을을 떠났다. 사람이 살지 않으리라 여긴 곳에 사람이 살고 있었던 것이고, 피해상황을 조사하며 이 마을이 발견됐다. 홍수 때문에 전통 집이 많이 무너졌고, 남은 건물을 문화재로 지정했다. 이 곳엔 지하마을을 복원한 호텔이 있다.

## 같이 보기
- 튀니지